# Maira delfinadoi
Maira delfinadoi är en tvåvingeart som beskrevs av Joseph och Parui 1981. Maira delfinadoi ingår i släktet Maira och familjen rovflugor. Inga underarter finns listade i Catalogue of Life.